# Lingue franconi superiori
Le lingue franconi superiori (in tedesco oberfränkische Dialekte) sono un raggruppamento non giustificato di lingue e dialetti della lingua tedesca che solitamente vengono classificate all'interno delle lingue tedesche superiori (oppure come transizione fra queste e le lingue tedesche centrali).
Si suddividono in francone orientale e francone meridionale.
I dialetti franconi superiori vengono parlati nella zona di Norimberga, Karlsruhe, Erlangen, Fürth, Heilbronn, Würzburg e Plauen in Germania ed in una piccola area in Francia. Tra i cognomi delle zone di questi dialetti vi sono Bauer, Hofmann, Merkel, Paulus, Schmidt e Schneider. Il francone superiore ha somiglianze con lo yiddish orientale.